# Водопостачальні споруди
Водопостачальні споруди призначені для подачі води від джерела водопостачання до ставів. У ставових господарствах подача води здійснюється через канали, водогони і лотки, по яких вода від водойми самопливом подається до рибоводних ставів. Основним елементом водопостачальної системи є магістерський канал, по якому вода підводиться від водойми до ставка.